# Marco de Canaveses
Marco de Canaveses là một huyện thuộc tỉnh Porto, Bồ Đào Nha. Huyện này có diện tích 202 km², dân số thời điểm năm 2001 là 52419 người.